# Łoże (artyleria)

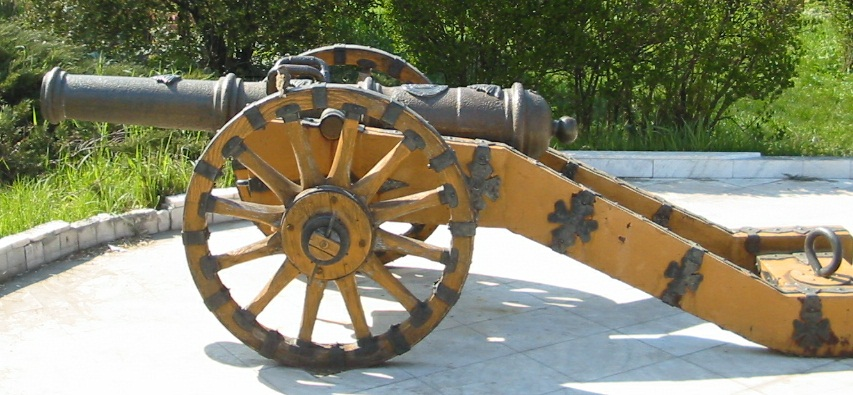
Armata osadzona na lawecie/łożu

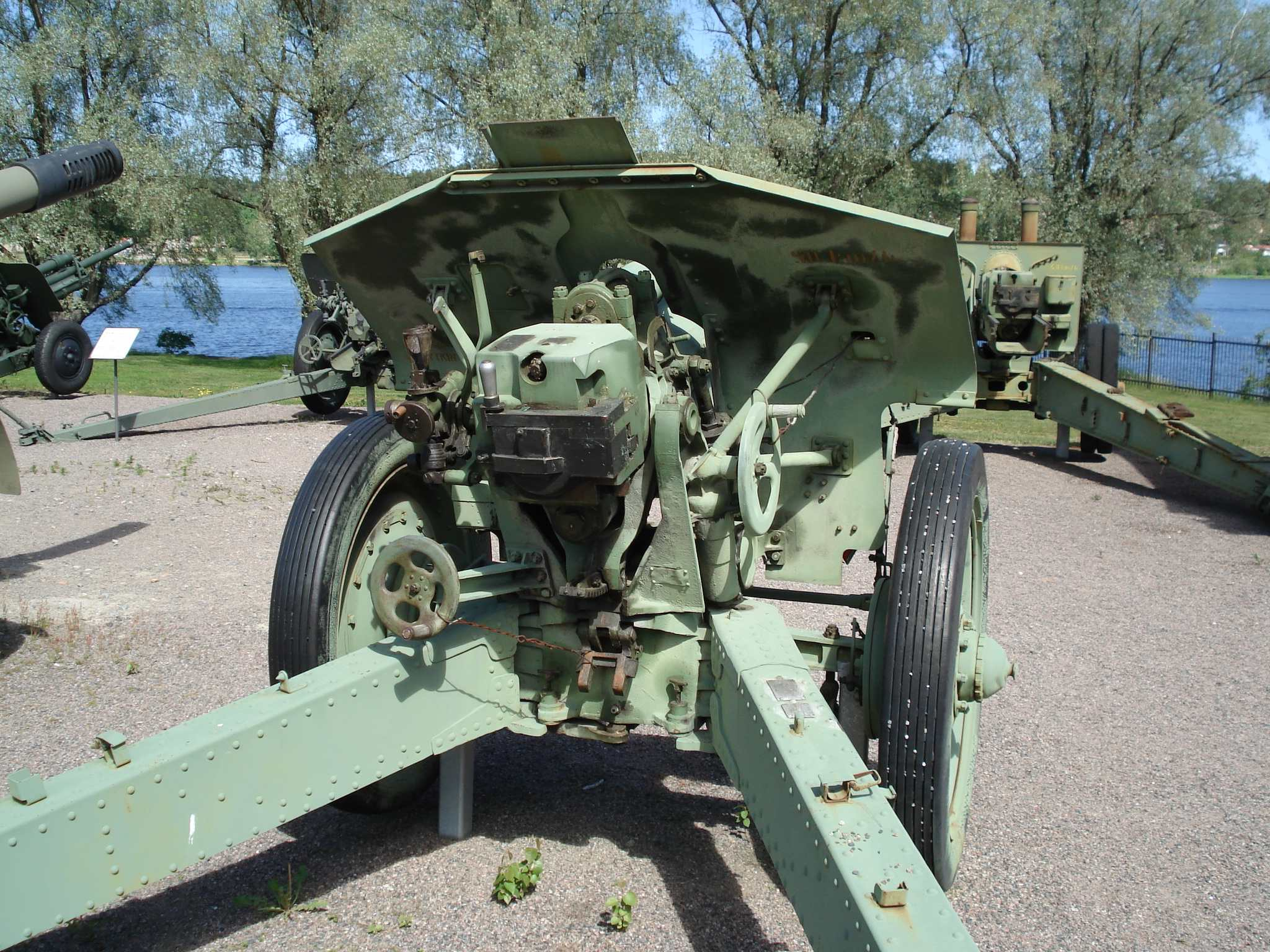
Łoże haubicy M-30

Łoże (dawniej laweta) – element konstrukcyjny działa. Zespół broni  służący do mocowania lufy oraz komory zamkowej i zapewnienia im naprowadzania w płaszczyźnie pionowej i poziomej
W XIV-XV wieku łoże działa zwane było lawetą i miało kształt drewnianego kloca z zamocowaną nieruchomo lufą. Od wieku XV łoża klocowe umieszczano na kołach, zaś w XVI wieku zaczęto stosować łoża złożone z dwóch ścian bocznych połączonych poprzecznymi wzmocnieniami. Lufa opierała się na czopach, co umożliwiało zmianę kąta podniesienia lufy bez konieczności zmiany położenia całego działa. Łoża żelazne zaczęto stosować od XIX wieku. Łoża dział współczesnych są łożami sprężystymi. Wyposażone są w oporopowrotnik zmniejszający oddziaływanie wystrzału na mechanizmy działa. W działach polowych łoże składa się z dwóch części: łoża górnego i łoża dolnego. W przedniej części łoża dolnego umieszczone jest podwozie działa. W łożu górnym znajdują się łożyska czopów kołyski. W kołysce umieszczona jest lufa. 
Elementy konstrukcyjne łoża:
- Łoże dolne
- Łoże górne
- Kołyska
- Mechanizm podniesieniowy
- Mechanizm kierunkowy
- Odciążacz
- Tarcza ochronna